# Udo Volz
Udo Volz (* 1. Juli 1964 in Bühl) ist ein deutscher Diplomat. Seit 2025 ist er Botschafter in Nepal. Zuvor war er von 2021 bis 2025 Botschafter in Simbabwe.

## Leben und Ausbildung
Volz beendete seine schulische Ausbildung im Jahr 1983 mit Erlangung der allgemeinen Hochschulreife (Abitur). Von 1983 an studierte er in Karlsruhe Volkswirtschaftslehre und legte 1990 die Diplomprüfung für Volkswirte ab.
Volz ist verheiratet und hat zwei Kinder.

## Laufbahn
Nach seinem Eintritt in den Auswärtigen Dienst im Jahr 1990 absolvierte Volz bis 1992 zunächst den Vorbereitungsdienst für den höheren auswärtigen Dienst. Von 1992 bis 1995 war er an der Botschaft Accra (Ghana) tätig. Nach einer Verwendung in der Zentrale des Auswärtigen Amts von 1995 bis 2000 erfolgte seine Versetzung an die Botschaft Madrid (Spanien), wo er bis zum Jahr 2003 auf Posten war.
Seine nächste Verwendung war die des ständigen Vertreters des Leiters der Botschaft Tripolis (Libyen), wo er auch für Wirtschaftsfragen zuständig war, bis zum Jahr 2007. Es folgte der Einsatz als stellvertretender Referatsleiter in der Zentrale des Auswärtigen Amts bis 2013. Von dort aus wurde er als ständiger Vertreter des Leiters an die Botschaft Havanna (Kuba) versetzt, wo er wiederum für Wirtschaftsfragen zuständig war. Er kehrte 2017 erneut in die Zentrale des Auswärtigen Amts zurück und wurde mit der Leitung eines Referats beauftragt.
Ab Februar 2021 war Volz Botschafter in Harare (Simbabwe). Im Juli 2025 wurde er zum Botschafter in Kathmandu (Nepal) ernannt.